# Rico Strieder
Rico Strieder (Dachau, 6 juli 1992) is een Duits voetballer die doorgaans als verdedigende middenvelder speelt. Hij verruilde FC Utrecht in 2020 voor PEC Zwolle.

## Clubcarrière
Strieder kwam in 2003 in de jeugdacademie van Bayern München terecht, nadat hij eerder bij TSV Arnbach voetbalde. Op 8 augustus 2011 maakte hij zijn opwachting in het tweede elftal in de Regionalliga tegen FC Nürnberg II. In zijn eerste seizoen kwam de defensief ingestelde middenvelder tot een totaal van 23 competitiewedstrijden. Op 10 oktober 2012 maakte hij zijn eerste treffer in de Regionalliga tegen SpVgg Greuther Fürth II. Op 2 mei 2015 mocht Strieder in de basiself beginnen van coach Pep Guardiola in de Bundesligawedstrijd tegen Bayer Leverkusen. Hij speelde de volledige wedstrijd, die door Bayer Leverkusen gewonnen werd met 2-0 na doelpunten van Hakan Çalhanoğlu en Julian Brandt.
Strieder tekende op 10 juli 2015 een contract voor twee seizoenen met een optie voor nog een seizoen bij FC Utrecht. Hij liep op 11 december 2016 een blessure op thuis tegen Heracles Almelo. De Duitser scheurde de voorste kruisband van zijn linkerknie, waardoor hij niet meer in actie zou komen in het seizoen 2016/17.
Op 20 januari 2020 werd bekend dat Strieder het seizoen op huurbasis afmaakt bij PEC Zwolle. Na dat halve seizoen wat abrupt werd onderbroken door de coronocrisis, werd de speler door de club overgenomen. Hij ondertekende een contract voor twee seizoenen.

## Carrièrestatistieken
| Seizoen                    | Club                 | Land            | Competitie          | Competitie | Competitie | Beker | Beker | Internationaal | Internationaal | Overig | Overig | Totaal | Totaal |
| Seizoen                    | Club                 | Land            | Competitie          | Wed.       | Dlp.       | Wed.  | Dlp.  | Wed.           | Dlp.           | Wed.   | Dlp.   | Wed.   | Dlp.   |
| -------------------------- | -------------------- | --------------- | ------------------- | ---------- | ---------- | ----- | ----- | -------------- | -------------- | ------ | ------ | ------ | ------ |
| 2011/12                    | FC Bayern München II | Duitsland       | Regionalliga Süd    | 23         | 0          | –     | –     | –              | –              | 0      | 0      | 23     | 0      |
| 2012/13                    | FC Bayern München II | Duitsland       | Regionalliga Bayern | 29         | 2          | –     | –     | –              | –              | 0      | 0      | 29     | 2      |
| 2013/14                    | FC Bayern München II | Duitsland       | Regionalliga Bayern | 33         | 1          | –     | –     | –              | –              | 1      | 0      | 34     | 1      |
| 2014/15                    | FC Bayern München II | Duitsland       | Regionalliga Bayern | 8          | 0          | –     | –     | –              | –              | 0      | 0      | 8      | 0      |
| 2014/15                    | FC Bayern München    | Duitsland       | Bundesliga          | 1          | 0          | 0     | 0     | 0              | 0              | 0      | 0      | 1      | 0      |
| 2015/16                    | FC Utrecht           | Nederland       | Eredivisie          | 32         | 2          | 6     | 0     | –              | –              | 4      | 1      | 42     | 3      |
| 2016/17                    | FC Utrecht           | Nederland       | Eredivisie          | 16         | 1          | 2     | 0     | –              | –              | 0      | 0      | 18     | 1      |
| 2017/18                    | FC Utrecht           | Nederland       | Eredivisie          | 28         | 0          | 1     | 0     | –              | –              | 3      | 1      | 32     | 1      |
| 2017/18                    | Jong FC Utrecht      | Nederland       | Eerste divisie      | 1          | 0          | –     | –     | –              | –              | 0      | 0      | 1      | 0      |
| 2018/19                    | FC Utrecht           | Nederland       | Eredivisie          | 6          | 0          | 0     | 0     | 4              | 0              | 0      | 0      | 10     | 0      |
| 2019/20                    | FC Utrecht           | Nederland       | Eredivisie          | 5          | 0          | 1     | 0     | 0              | 0              | 0      | 0      | 6      | 0      |
| 2019/20                    | → PEC Zwolle         | Nederland       | Eredivisie          | 6          | 0          | 0     | 0     | –              | –              | 0      | 0      | 6      | 0      |
| 2020/21                    | PEC Zwolle           | Nederland       | Eredivisie          | 24         | 0          | 0     | 0     | –              | –              | 0      | 0      | 24     | 0      |
| 2021/22                    | PEC Zwolle           | Nederland       | Eredivisie          | 24         | 0          | 2     | 0     | –              | –              | 0      | 0      | 26     | 0      |
| Carrière totaal            | Carrière totaal      | Carrière totaal | Carrière totaal     | 236        | 6          | 12    | 0     | 4              | 0              | 8      | 2      | 260    | 8      |
| Bijgewerkt tot 21 mei 2022 |                      |                 |                     |            |            |       |       |                |                |        |        |        |        |